# مچه باربا
مچه باربا (اسپانیایی: Meche Barba‎؛ ۲۴ سپتامبر ۱۹۲۲ – ۱۴ ژانویهٔ ۲۰۰۰) یک هنرپیشه اهل مکزیک بود.